# Scolopendra cataracta
Scolopendra cataracta е вид стоножка от разреда Scolopendromorpha, който е от семейство Scolopendridae. Това е първият открит вид стоножка, който умее да плува. Видът достига около 20 сантиметра на дължина. Официално е идентифициран като отделен вид, след като е открит от Джордж Бекалони през 2001 година, когато той отива в Тайланд по време на медения си месец. Преди това, само един индивид е бил открит във Виетнам през 1928 г., но е бил грешно класифициран като представител на друг вид.

## Етимология
Името на вида cataracta произлиза от латинската дума за водопад, тъй като живее около водни басейни.

## Характеристики
Scolopendra cataracta достига около 20 см на дължина и обитава сладководни басейни в Югоизточна Азия. Тъмнозеленикава е на цвят, има дълги крака и е мощен плувец. Притежава и силна отрова, която обаче не е смъртоносна за хората.
За разлика от други видове, принадлежащи на рода, представителите на вида Scolopendra cataracta притежават изключително скъсени израстъци в средата на тергита си.